# Le Mesnil (Belgique)
Pour les articles homonymes, voir Le Mesnil et Mesnil.
Le Mesnil (en wallon Li Mwenni) est un village de Wallonie situé dans l'Entre-Sambre-et-Meuse. Bordant la frontière française, il fait aujourd'hui administrativement partie de la commune de Viroinval, dans la province de Namur (Belgique). C'était une commune à part entière avant la fusion des communes de 1977. Le Mesnil se trouve sur le territoire du Parc national de l'Entre-Sambre-et-Meuse (ESEM).

## Géographie
Village situé à l’extrémité sud du massif forestier ardennais avec Oignies, sur la rive gauche de la Meuse, au sud de la botte de Givet; borné au nord par Vierves et Treignes; à l'est par Montigny-sur-Meuse et Fépin (France); au sud par Fumay (France) et au sud-ouest par Oignies; il est traversé par le ruisseau de Luve qui actionnait anciennement un moulin à farine.
Le Mesnil est sis au cœur du parc naturel Viroin-Hermeton.

## Évolution démographique
- Source: DGS, 1831 à 1970=recensements population, 1976= habitants au 31 décembre

## Histoire
Terre de la Principauté de Liège jusqu'en 1793. La 1re mention du village date de 1227, lorsque le pape Grégoire IX confirme à l’abbaye de Pémontrés de Chaumont-Porcien, fondée en 1140, la possession de l’autel du Mesnil et Oignies, avec la paroisse, la cour et les autres dépendances'. En 1254, Chaumont se dessaisit des terrages, du moulin, des bois, des prés et des terres arables en faveur de Robert, seigneur de Vierves, se réservant la collation de la cure et la perception des dîmes jusqu’à la fin de l’Ancien Régime.
En 1314, les habitants paient un droit de bourgeoisie à Guillaume d’Oignies, qui lève également les terrages (soit une partie des récoltes).
Les seigneurs seront les de Ville au XVe siècle, et les Gavre-Luxembourg au XVIe siècle.
En 1564, Lamoral d’Egmont, prince de Gavre, vend le village à Nicolas Marotte, maître de forges namurois, qui le transmet trois ans plus tard à Jehan de Hamal.
Les habitants ont toujours vécu de l’agriculture et de l’exploitation des bois.
Lors du vote pour la réunion à la France du pays de Couvin dans le cadre du département des Ardennes le 19 février 1793, le village, qui compte 236 habitants, envoie 46 électeurs dont un seul est contre. Le 17 juin suivant, Le Mesnil est versé dans le canton municipal de Treignes qui comprend Mazée, Matignolle, Oignies, Vaucelles et Vierves. Enfin, le village fait partie du canton de Fumay à la suite de l'Arrêté du 23 vendémiaire an X (1801). Il aurait dépendu par la suite du canton de Givet.
La commune a été transférée à la province de Namur en 1815.
En 1830, le village compte 329 habitants répartis dans 71 maisons, la plupart bâties en bois et couvertes de chaume.

## Patrimoine
- Eglise Saint-Martin. Edifice de style néo-roman construite en 1868 par l'architecte Glibert[4].
- Ancien presbytère, rue Grande. Construite en 1788 en style classique par Lambert Scohier, curé du lieu[5].